# Tyrannosauridae
I tirannosauridi (Tyrannosauridae) sono una famiglia di dinosauri carnivori caratteristica del Cretaceo. Comprendono il famoso Tyrannosaurus, uno dei più grandi carnivori mai esistiti.

## Celurosauri giganti

Dimensioni di vari tirannosauridi.

Questi enormi animali bipedi erano ovviamente dei predatori, anche se alcuni paleontologi ritengono che le specie più grandi (come il Tyrannosaurus rex) usassero le grandi dimensioni per sottrarre spesso prede a predatori più piccoli, cosa peraltro attuata da molti grandi predatori attuali. Erano teropodi appartenenti ai tetanuri, diretti discendenti dei piccoli celurosauri del Giurassico. In passato, soprattutto per via delle grandi dimensioni, si riteneva che i tirannosauridi facessero parte dei grandi carnosauri, ma recenti studi basati principalmente sulle ossa delle zampe e sul cranio li avvicinano maggiormente ai carnivori di taglia ridotta.

## Denti come coltelli da bistecca
Il grande cranio allungato era caratterizzato da orbite strette a forma di "buco di serratura", orbite che si ritrovano anche in altri dinosauri predatori non strettamente imparentati, come gli abelisauridi. Le ampie fauci possedevano molti denti ricurvi e seghettati come coltelli da bistecca, compressi lateralmente; le zanne premascellari avevano una caratteristica sezione a D. Il cranio, generalmente piuttosto massiccio, era costruito in modo tale da permettere una discreta visione binoculare, almeno in alcune specie. Un'altra caratteristica fondamentale dei tirannosauridi era la presenza di due sole dita negli arti anteriori, per giunta ridottissimi. Forse i tirannosauridi le utilizzavano negli accoppiamenti per trattenere il partner, oppure venivano usate per rialzarsi da terra da una posizione distesa.

## Due sottofamiglie
I resti dei tirannosauridi provengono dai terreni del Cretaceo superiore del Nordamerica e dell'Asia. Alcuni resti fossili provenienti dall'India e dal Sudamerica (Indosuchus e Genyodectes) sono ora ritenuti appartenere a un gruppo molto primitivo di dinosauri teropodi, gli abelisauri, che per convergenza evolutiva divennero molto simili ai tirannosauridi. Di solito, la famiglia viene suddivisa in due sottofamiglie: gli albertosaurini e i tirannosaurini. I primi erano caratterizzati da forme più gracili, più piccole e con rilievi ossei di fronte agli occhi. I secondi, invece, erano decisamente più robusti, possedevano strutture ossee postorbitali e le loro dimensioni erano maggiori. Alla famiglia dei tirannosauridi appartengono anche alcune forme di difficile collocazione. Tra queste, da ricordare gli asiatici Alioramus e Alectrosaurus, di dimensioni ridotte.
La filogenetica ha fornito varie classificazioni dei tirannosauridi. La prima, dovuta a Paul Sereno, include tutti i Tyrannosauroidea più prossimi al Tyrannosaurus fuorché Alectrosaurus, Aublysodon e Nanotyrannus. In ogni modo, Nanotyrannus è considerato sovente come un giovane Tyrannosaurus rex, mentre Aublysodon è un genere poco chiaro tanto da essere spesso elencato come nomen dubium. Nuove definizioni si basano su descrizione più precise dei generi.
La classificazione del 2003 dovuta a Christopher Brochu include Albertosaurus, Alectrosaurus, Alioramus, Daspletosaurus, Gorgosaurus, Tarbosaurus e Tyrannosaurus nella definizione di Tyrannosauridae. Holtz a ridefinito il clado nel 2004 per includere i generi più antichi, tranne Alioramus e Alectrosaurus, questi ultimi non potevano essere classificati con certezza. Di contro, l'ultima definizione di Sereno del 2005 ridefinisce Tyrannosauridae come il clado contenente almeno Albertosaurus, Gorgosaurus e Tyrannosaurus. Secondo una definizione simile di Thomas Carr, il Gorgosaurus libratus è considerato una specie di Albertosaurus.
|  | Albertosaurus |
|  |               |
|  | Gorgosaurus   |
|  |               |

|      | Daspletosaurus                                                                 |
|      |                                                                                |
|      | \| void \| Tarbosaurus \| \| \| Tarbosaurus \| \| \| Tyrannosaurus \| \| \| \| |
|      |                                                                                |
| void | Tarbosaurus                                                                    |
|      | Tarbosaurus                                                                    |
|      | Tyrannosaurus                                                                  |
|      |                                                                                |

| void | Tarbosaurus   |
|      | Tarbosaurus   |
|      | Tyrannosaurus |
|      |               |

|      | Daspletosaurus                                                                 |
|      |                                                                                |
|      | \| void \| Tarbosaurus \| \| \| Tarbosaurus \| \| \| Tyrannosaurus \| \| \| \| |
|      |                                                                                |
| void | Tarbosaurus                                                                    |
|      | Tarbosaurus                                                                    |
|      | Tyrannosaurus                                                                  |
|      |                                                                                |

| void | Tarbosaurus   |
|      | Tarbosaurus   |
|      | Tyrannosaurus |
|      |               |

|  | Albertosaurus |
|  |               |
|  | Gorgosaurus   |
|  |               |

|      | Daspletosaurus                                                                 |
|      |                                                                                |
|      | \| void \| Tarbosaurus \| \| \| Tarbosaurus \| \| \| Tyrannosaurus \| \| \| \| |
|      |                                                                                |
| void | Tarbosaurus                                                                    |
|      | Tarbosaurus                                                                    |
|      | Tyrannosaurus                                                                  |
|      |                                                                                |

| void | Tarbosaurus   |
|      | Tarbosaurus   |
|      | Tyrannosaurus |
|      |               |

|      | Daspletosaurus                                                                 |
|      |                                                                                |
|      | \| void \| Tarbosaurus \| \| \| Tarbosaurus \| \| \| Tyrannosaurus \| \| \| \| |
|      |                                                                                |
| void | Tarbosaurus                                                                    |
|      | Tarbosaurus                                                                    |
|      | Tyrannosaurus                                                                  |
|      |                                                                                |

| void | Tarbosaurus   |
|      | Tarbosaurus   |
|      | Tyrannosaurus |
|      |               |

Un'altra ipotesi dovuta a Phil Currie e colleghi ritiene che vi siano pochi elementi che indichino che Daspletosaurus sia un membro basale di un clado contenente anche Tarbosaurus e Alioramus, data l'assenza di una persiana ossea che lega le ossa della narice alle ossa lacrimali. Alioramus è indicato in questo studio come un elemento prossimo del Tarbosaurus, sulla base di un modello delle ossa del cranio.
|  | Albertosaurus |
|  |               |
|  | Gorgosaurus   |
|  |               |

|      | Daspletosaurus                                                             |
|      |                                                                            |
|      | \| void \| Tarbosaurus \| \| \| Tarbosaurus \| \| \| Alioramus \| \| \| \| |
|      |                                                                            |
| void | Tarbosaurus                                                                |
|      | Tarbosaurus                                                                |
|      | Alioramus                                                                  |
|      |                                                                            |

| void | Tarbosaurus |
|      | Tarbosaurus |
|      | Alioramus   |
|      |             |

|  | Nanotyrannus  |
|  |               |
|  | Tyrannosaurus |
|  |               |

|      | Daspletosaurus                                                             |
|      |                                                                            |
|      | \| void \| Tarbosaurus \| \| \| Tarbosaurus \| \| \| Alioramus \| \| \| \| |
|      |                                                                            |
| void | Tarbosaurus                                                                |
|      | Tarbosaurus                                                                |
|      | Alioramus                                                                  |
|      |                                                                            |

| void | Tarbosaurus |
|      | Tarbosaurus |
|      | Alioramus   |
|      |             |

|  | Nanotyrannus  |
|  |               |
|  | Tyrannosaurus |
|  |               |

|  | Albertosaurus |
|  |               |
|  | Gorgosaurus   |
|  |               |

|      | Daspletosaurus                                                             |
|      |                                                                            |
|      | \| void \| Tarbosaurus \| \| \| Tarbosaurus \| \| \| Alioramus \| \| \| \| |
|      |                                                                            |
| void | Tarbosaurus                                                                |
|      | Tarbosaurus                                                                |
|      | Alioramus                                                                  |
|      |                                                                            |

| void | Tarbosaurus |
|      | Tarbosaurus |
|      | Alioramus   |
|      |             |

|  | Nanotyrannus  |
|  |               |
|  | Tyrannosaurus |
|  |               |

|      | Daspletosaurus                                                             |
|      |                                                                            |
|      | \| void \| Tarbosaurus \| \| \| Tarbosaurus \| \| \| Alioramus \| \| \| \| |
|      |                                                                            |
| void | Tarbosaurus                                                                |
|      | Tarbosaurus                                                                |
|      | Alioramus                                                                  |
|      |                                                                            |

| void | Tarbosaurus |
|      | Tarbosaurus |
|      | Alioramus   |
|      |             |

|  | Nanotyrannus  |
|  |               |
|  | Tyrannosaurus |
|  |               |

## Una crescita eccezionale
Alcune recenti ricerche, basate principalmente sulle modifiche subite dalla fibula, indicano che i tirannosauidi crescevano molto rapidamente. I giovani fino ai 12 anni avevano un fattore di crescita moderato, poi aumentavano enormemente la loro massa fino ai diciotto anni, per poi fermarsi e morire probabilmente intorno ai trent'anni.